# Stiftsadel
Der Stiftsadel ist eine Besonderheit des Adels im Heiligen Römischen Reich, die vom Spätmittelalter bis zur Säkularisation für das staatliche wie kirchliche Leben in weiten Teilen Deutschlands von Bedeutung war. Im weiteren Sinn steht der Begriff für diejenigen Adeligen, die den Adel in einem geistlichen Territorium, etwa einem Hochstift, bildeten. Im engeren und eigentlichen Sinn ist der Teil des Adels gemeint, der Zugang zu den Domkapiteln und geistlichen Ritterorden (wie dem Malteserorden und dem Deutschen Ritterorden) hatte. Letzteres hing von der so genannten Stiftsfähigkeit ab.

## Bedeutung der Domkapitel für den Adel
Der Zugang zu den Domkapiteln war für den Adel aus verschiedenen Gründen erstrebenswert. Dabei spielen sowohl politische, materielle wie auch soziale Gründe eine Rolle. Das Domkapitel selbst hatte erhebliche politische Macht. Die Domkapitel konnten dem Adel daher dazu dienen, den eigenen Einfluss zu festigen und sogar zum Fürstbischof aufzusteigen. Diese Positionen waren zudem lukrativ. Eine Domherrenstelle im Domkapitel von Münster etwa brachte am Ende des Heiligen Römischen Reiches um die 1214 Reichstaler jährlich ein. Ein Domdechant konnte auf 6560 Reichstaler und mehr hoffen. Dies war deutlich mehr, als die höchsten Beamten des Landes verdienten. Es waren häufig nicht zuletzt die Einkommen der Domherren, die es den katholischen Adelsfamilien insbesondere in Nordwestdeutschland erlaubten, die wachsenden Repräsentationsausgaben etwa für Schlossbauten und deren Ausstattung aufzubringen oder die standesgemäße Ausbildung der Nachkommen zu finanzieren. Wichtig waren diese Einkommen auch, um neue Rittergüter zu erwerben, um so die Stellung der Familie zu verbessern. Nicht zu unterschätzen ist auch das hohe Sozialprestige, dass mit einem Kanonikat verbunden war.

## Stiftsfähigkeit
Seit dem 14. Jahrhundert verstärkte sich die soziale Abgrenzung der Domkapitel und vergleichbarer Einrichtungen. Seither mussten Bewerber in der Regel sechzehn adelige Vorfahren nachweisen können. Neue Adelsgeschlechter blieben ausgeschlossen. Vorbild war das besonders exklusive Kölner Domkapitel; die so genannten Domgrafen mussten dort sogar aus hochadeligen Familien stammen.
Der Stiftsadel im größten Hochstift Münster strengte den so genannten „Erbmännerstreit“ gegen das Stadtpatriziat von Münster an, um dessen Anerkennung einer Zugehörigkeit zum ritterbürtigen Adel und damit der Stiftfähigkeit zu verhindern, obwohl viele dieser Familien – wie das bedeutende münsterländische Adelsgeschlecht Droste zu Hülshoff – ursprünglich ebenfalls der Ritterschaft entstammten und deshalb seit dem Mittelalter Mitglieder des Domkapitels gestellt hatten. Dabei ging es dem Stiftsadel darum, die Erbmänner von den gut dotierten Domherrenstellen fernzuhalten, obwohl manche von ihnen bereits seit dem Mittelalter solche besetzt hatten. Der Rechtsstreit entspann sich ab 1597 beim Reichskammergericht und währte rund zwei Jahrhunderte, bis er schließlich durch kaiserlichen Rechtsspruch endete; das Patriziat der Erbmänner obsiegte und wurde zu den Pfründen zugelassen.
Im 18. Jahrhundert versuchten die Kaiser die Ansprüche an die Adelsproben im rheinisch-westfälischen Raum zu verringern, um auch neueren Adelsfamilien den Zugang zu ermöglichen. Dieser Versuch ist allerdings gescheitert. Der Nachweis der Stiftsfähigkeit fand im Verfahren des Aufschwörens statt. Dabei wurde eine Tafel mit den Namen und Wappen der Vorfahren des Bewerbers im jeweiligen Kapitelsaal für einen bestimmten Zeitraum ausgestellt und ermöglichte so eine Prüfung der Stiftsfähigkeit. Im Laufe der Zeit entstanden aus diesen Wappentafeln Wappenbücher. Zwei Domherren beschworen danach die Richtigkeit. Damit konnte die vollberechtigte Mitgliedschaft im jeweiligen Kapitel erfolgen. Dies bezeichnete man als Emanzipation. Die Abgrenzungspolitik war durchaus erfolgreich. Im 17. und 18. Jahrhundert stammten in den nordwestdeutschen Bistümern zwei Drittel der Domherren aus dem Niederadel.

## Verbreitung
Insbesondere im katholischen Nordwestdeutschland war der Stiftsadel der prägende Adelstypus. Der landsässige Stiftsadel besetzte exklusiv die Domkapitel von Münster, Paderborn, Osnabrück und Hildesheim. Der dortige Stiftsadel war sehr auf die örtlichen Domkapitel (und Klöster) konzentriert und unterschied sich insoweit etwa von der süddeutschen Reichsritterschaft mit ihrer engen Bindung an das Reich. In den Bistümern Frankens, Schwabens sowie in den Erzbistümern Mainz und Trier gehörten reichsritterliche Familien allerdings häufig zugleich auch zum Stiftsadel und hielten neben ihren Reichslehen auch stiftischen Lehnsbesitz. Neuere Studien verwenden den Begriff Stiftsadel daher auch für den süddeutschen Raum. Insbesondere im Fürsterzbistum Salzburg war der eigene Stiftsadel von Bedeutung.

## Charakteristik
Noch stärker als der Reichsadel war der Stiftsadel auf die Pfründen der katholischen Kirche angewiesen. In Westfalen war die Situation für den Stiftsadel besonders günstig, weil er nicht nur die Versorgungsstellen in den entsprechenden geistlichen Staaten besetzte, sondern dort auch die Landstände beherrschte und die ausschlaggebenden Ämter besetzte. Der Stiftsadel dominierte daher politisch und sozial insbesondere die Hochstifte Paderborn und Münster. In diesen Gebieten machte der Stiftsadel 0,2 % der Bevölkerung aus, besaß aber 96 % der dortigen Rittergüter.
Ein grundlegendes Problem für jede Adelsfamilie war, dass man einerseits angesichts hoher Kindersterblichkeit eine große Zahl von Nachkommen benötigte, um die Fortsetzung des Geschlechts zu sichern. Andererseits bedeuteten zahlreiche nachgeborene Kinder hohe Kosten und es drohten dadurch materielle Einbußen.
Eine Strategie, um dem entgegenzuwirken, war die Vererbung des Besitzes an einen Erben – zunehmend abgesichert durch die Einrichtung eines Familienfideikommisses. Den nachgeborenen Söhnen wurde vorwiegend zu Domherrenstellen und ähnlichen Ämtern verholfen. Der Vorteil war, sollte der eigentliche Erbe sterben, konnte notfalls einer seiner Brüder auf sein geistliches Amt verzichten und den Familienbesitz übernehmen, sofern noch kein höherer Weihegrad erreicht war. Allerdings führten nichtstandesgemäße Verbindungen zwangsläufig zum Verlust der Stiftsfähigkeit. Der Zwang, standesgemäße Ehen einzugehen, engte den Heiratskreis damit erheblich ein. Besonders gut erforscht ist die Geschichte der Familie von Fürstenberg, die aus dem kurkölnischen Herzogtum Westfalen stammte, aber zahlreiche Domherren insbesondere in Münster und Paderborn, aber auch in anderen Gebieten stellte. Bereits 1564 hatte ein Testament das Muster der Familienpolitik vorgegeben, das dann über Jahrhunderte durchgehalten wurde, wonach der ungeteilte Familienfideikommiss an einen frei zu wählenden Erben übertragen wurde, der hierfür am geeignetsten erschien und der in Streitfällen vom Familienrat zu bestätigen war, während alle anderen männlichen Abkömmlinge möglichst mit Domherrenstellen zu versorgen waren. Dieser niederadeligen Familie gelang es durch das so entstandene Netzwerk sowie durch sorgfältige Ausbildung ihrer geistlichen Kandidaten sogar, drei Fürstbischöfe hervorzubringen, die wiederum den Landbesitz der Familie vermehrten. In Süddeutschland erreichte etwa die ritterliche Familie Schönborn den Aufstieg in den Stiftsadel und setzte bald zahlreiche Kirchenfürsten gegen Familien des Hochadels durch, in den sie schließlich aufstieg. 
Im Sachsenspiegel von 1220 werden die geistlichen Reichsfürsten, also Bischöfe und Äbte, als „zweiter Heerschild“ bezeichnet; damit standen sie im Rang unmittelbar hinter dem römisch-deutschen König. Geradezu unwahrscheinliche Aufstiegsmöglichkeiten hatten die Domherren − und damit die Familien des Stiftsadels − in den drei geistlichen Kurfürstentümern des Heiligen Römischen Reiches. Anders als etwa der Stiftsadel in den übrigen Bistümern, nicht zu reden von den Reichsrittern oder dem Adel in allen anderen Reichsteilen, konnten sie durch Bischofswahl in die Stellung eines der drei geistlichen Kurfürsten aufrücken und damit in den − nach dem römisch-deutschen König bzw. Kaiser − zweithöchsten Rang des Reiches: Der Erzbischof von Mainz war zugleich Reichserzkanzler für Deutschland und galt als Primas Germaniae, der Erzbischof von Köln war Reichserzkanzler für Italien und der Erzbischof von Trier Reichserzkanzler für Burgund. Auf diese Weise gelangten Mitglieder stiftsadliger Familien in Machtpositionen von europaweiter Bedeutung und nahmen vielfach Einfluss auf politische Entwicklungen und den Gang der Geschichte.
Das Ende des alten Reiches bedeutete auch das Ende des Stiftsadels. Aber nicht nur ihre Traditionen wirkten fort. Der ehemalige Stiftsadel konnte sich im 19. Jahrhundert durchaus behaupten. Dem westfälischen Adel gelang es, seine vergleichsweise kleinen Besitzungen bis 1890 zu verdreifachen.